# Mango (India)
Mango è una città dell'India di 166.091 abitanti, situata nel distretto del Singhbhum Orientale, nello stato federato del Jharkhand. In base al numero di abitanti la città rientra nella classe I (da 100.000 persone in su).

## Geografia fisica
La città è situata a 22° 50' 15 N e 86° 13' 34 E.

## Società

### Evoluzione demografica
Al censimento del 2001 la popolazione di Mango assommava a 166.091 persone, delle quali 87.322 maschi e 78.769 femmine. I bambini di età inferiore o uguale ai sei anni assommavano a 23.990, dei quali 12.286 maschi e 11.704 femmine. Infine, coloro che erano in grado di saper almeno leggere e scrivere erano 115.516, dei quali 66.042 maschi e 49.474 femmine.